# Zavoya cooperi
Zavoya cooperi är en stekelart som beskrevs av Boucek 1992. Zavoya cooperi ingår i släktet Zavoya och familjen bredlårsteklar.
Artens utbredningsområde är:
- Colombia.
- Costa Rica.
- Panama.

Inga underarter finns listade i Catalogue of Life.